# Uma Musume Pretty Derby
Uma Musume Pretty Derby (ウマ娘 プリティーダービー?, Uma Musume Puritī Dābī) è un videogioco sportivo sviluppato dalla Cygames e pubblicato nel 2021. Due adattamenti manga, intitolati rispettivamente Uma Musume Pretty Derby: Haru Urara ganbaru! (ウマ娘 プリティーダービー -ハルウララがんばる！-?) e Starting Gate! Uma Musume Pretty Derby (STARTING GATE! -ウマ娘プリティーダービー-?), hanno iniziato la pubblicazione, sul sito web Cycomics della Cygames, rispettivamente nel 2016 e 2017; un adattamento televisivo anime di 13 episodi, Umamusume Pretty Derby (ウマ娘 プリティーダービー?), prodotto da P.A.Works, è andato in onda in Giappone dal 2 aprile al 18 giugno 2018. Una seconda stagione, Umamusume Pretty Derby Season 2 (ウマ娘 プリティーダービー Season 2?), prodotta dallo Studio Kai, è andata in onda dal 5 gennaio al 30 marzo 2021.

## Media

### Anime
Un adattamento anime prodotto da P.A.Works è stato trasmesso su Tokyo MX, BS11, KTV e sts dal 2 aprile al 18 giugno 2018.
Un adattamento anime del manga yonkoma Umayon prodotto da DMM.futureworks e W-Toon Studio è stato trasmesso su Tokyo MX e BS11 dal 7 luglio al 22 settembre 2020.

#### Uma Musume Pretty Derby
| Nº | Titolo italiano (traduzione letterale) Giapponese 「Kanji」 - Rōmaji                                                     | In onda        | In onda |
| Nº | Titolo italiano (traduzione letterale) Giapponese 「Kanji」 - Rōmaji                                                     | Giapponese     |         |
| 1  | Il cancello dei sogni! 「夢のゲートっ!」 - Yume no gēto!                                                                 | 2 aprile 2018  |         |
| 2  | La corsa di debutto all'improvviso 「いきなりのデビュー戦」 - Ikinari no debyū-sen                                       | 2 aprile 2018  |         |
| 3  | La prima grande vittoria 「初めての大一番」 - Hajimete no dai ichiban                                                    | 9 aprile 2018  |         |
| 4  | È un allenamento speciale! 「特訓ですっ!」 - Tokkun desu!                                                                | 16 aprile 2018 |         |
| 5  | Il derby con la rivale 「ライバルとのダービー」 - Raibaru to no dābī                                                     | 23 aprile 2018 |         |
| 6  | Il cielo alto e l'autunno infuocato delle ragazze cavallo 「天高く、ウマ娘燃ゆる秋」 - Ten takaku, uma musume moyuru aki | 29 aprile 2018 |         |
| 7  | Promessa 「約束」 - Yakusoku                                                                                             | 7 maggio 2018  |         |
| 8  | Per te 「あなたの為に」 - Anata no tame ni                                                                               | 14 maggio 2018 |         |
| 9  | Il sogno di Spica 「スピカの夢」 - Supika no yume                                                                        | 21 maggio 2018 |         |
| 10 | Non importa quante volte perdo 「何度負けても」 - Nando maketemo                                                         | 28 maggio 2018 |         |
| 11 | Bentornata! 「おかえりなさい!」 - Okaerinasai!                                                                           | 4 giugno 2018  |         |
| 12 | Il palcoscenico dei sogni 「夢の舞台」 - Yume no butai                                                                   | 11 giugno 2018 |         |
| 13 | Risuonate, fanfare! 「響け、ファンファーレ!」 - Hibike, fanfāre!                                                         | 18 giugno 2018 |         |

#### Umayon
| Nº | Titolo italiano Giapponese 「Kanji」 - Rōmaji | In onda           | In onda |
| Nº | Titolo italiano Giapponese 「Kanji」 - Rōmaji | Giapponese        |         |
| 1  | Al di sotto del 40%! Esame speciale di recupero dell'accademia Tracen 「40点下!トレセン学園追試特別」 - 40 Tenka! Toresen gakuen tsuishi tokubetsu         | 7 luglio 2020     |         |
| 2  | Appena girata! La video-presentazione dell'accademia Tracen 「出来立て!トレセン学園案内VTR」 - Dekitate! Toresen gakuen annai VTR                          | 14 luglio 2020    |         |
| 3  | Il mondo che sognavi è proprio qui 「憧れの世界はホラここに」 - Akogare no sekai wa hora koko ni                                                           | 21 luglio 2020    |         |
| 4  | Ahimè, è il mio destino 「オペラ劇場・『嗚呼それが我が宿命』」 - Opera gekijō: "Aa sore ga waga shukumei"                                                  | 28 luglio 2020    |         |
| 5  | Uno scontro epico?! La Coppa Ramen (GII) 「大激戦!?ラーメン杯(GII)」 - Daigekisen!? Rāmen hai (GII)                                                        | 4 agosto 2020     |         |
| 6  | Un pranzo elegante per delle ragazze eleganti 「お嬢様たちの優雅なランチ」 - Ojō-samatachi no yūga na Ranchi                                               | 11 agosto 2020    |         |
| 7  | A caccia di dinastini! BNW 「カブトムシとりだよ！BNW」 - Kabutomushi tori dayo! BNW                                                                        | 18 agosto 2020    |         |
| 8  | Teatro eroico: Uma Soldier V!! 「ヒーロー劇場・ウマソルジャーV!!」 - Hīrō gekijō: Uma Sorujā Faibu!!                                                       | 25 agosto 2020    |         |
| 9  | Il sogno si realizza! Le sorelle in fuga 「夢を叶えよう！逃げ切りシスターズ☆」 - Yume o kanaeyō! Nigekiri Shisutāzu☆                                       | 1º settembre 2020 |         |
| 10 | Chi se la fa sotto perde! La resa dei conti alla prova di coraggio! 「ビビったら負け！肝試し対決！」 - Bibittara make! Kimodameshi taiketsu!               | 8 settembre 2020  |         |
| 11 | Il thriller di Umayon 「うまよんサスペンス劇場」 - Umayon Sasupensu Gekijō                                                                                 | 15 settembre 2020 |         |
| 12 | La corsa principale di oggi! La corsa a ostacoli della nave dorata (G1) 「本日のメインレース！金船障害 (GI)」 - Honjitsu no Mein Rēsu! Kinfune shōgai (GI) | 22 settembre 2020 |         |